# Juninho
Antônio Augusto Ribeiro Reis Júnior (sinh ngày 30 tháng 1 năm 1975), thường được gọi là Juninho hay Juninho Pernambucano, là một cựu cầu thủ bóng đá Brasil chơi ở vị trí tiền vệ và hiện là giám đốc kĩ thuật cho câu lạc bộ Olympique Lyonnais. Anh được coi là cầu thủ đá phạt hay nhất mọi thời đại và giữ kỷ lục về số bàn thắng từ chấm đá phạt trực tiếp với 77 bàn.
Juninho bắt đầu sự nghiệp năm 1993 với Sport do Recife của Brasil. Hai năm sau anh gia nhập Vasco da Gama và thi đấu trên 100 trận tại đây, đồng thời giành trên sáu danh hiệu vô địch. Vào năm 2001, anh gia nhập Lyon của Ligue 1, nơi anh giành bảy chức vô địch quốc gia liên tiếp, ghi 100 bàn trong 350 trận cho câu lạc bộ. Sau khi rời Lyon năm 2009, Juninho thi đấu ở Qatar cho Al-Gharafa và ở Mỹ cho New York Red Bulls, và giã từ sự nghiệp ở Vasco năm 2013.
Ra mắt đội tuyển quốc gia từ năm 1999, Juninho chơi 40 trận cho Brasil và ghi sáu bàn. Anh cùng Brasil tham dự Cúp bóng đá Nam Mỹ 2001 và Cúp Liên đoàn các châu lục 2005 trước khi từ giã đội tuyển sau Giải vô địch bóng đá thế giới 2006.
Kể từ năm 2013, Juninho là bình luận viên của kênh truyền hình Rede Globo của Brasil.

## Tiểu sử
Juninho gia nhập CR Vasco da Gama vào năm 1995, và đoạt được nhiều danh hiệu với câu lạc bộ này, trong đó có chức vô địch Brazilian Championship vào năm 1997 và 2000, Copa Libertadores năm 1998, Copa Mercosur năm 2000, kể cả danh hiệu Quả bóng bạc, trở thành một trong những tiền vệ người Brazil xuất sắc nhất của mùa giải. Anh được gọi vào tuyển Brazil vào năm 1999.
Vào 7 tháng 11 năm 1999, Juninho trở thành cầu thủ đầu tiên chơi hai trận đấu đỉnh cao
Anh trở thành cầu thủ đầu tiên chơi 2 trận bóng đỉnh cao tại 2 quốc gia khác nhau trong cùng 1 ngày. Anh đại diện cho Brazil nước mình tham dự trận đấu giữ Brasil và Argentina ở Porto Alegre. Brazil thắng 4-2 và anh được chơi 15 phút. Mặc dù có một chuyến bay bị trì hoãn đếnMontevideo, anh vẫn có thể đến được Uruguay đúng giờ để tham dự hiệp hai trận Copa Mercosur giữa Vasco và Nacional.

### "Vua" ở São Januário
Trước khi gia nhập Lyon, Juninho đã chơi cho Vasco da Gama tại giải Serie A của Brazil. Ở đây, anh đã giành chức vô địch giải Brazil 2 lần vào các năm (1997, 2000) và 2 cúp liên lục địa (the Copa Libertadores vào năm 1997 và the Copa Mercosur năm 2000), trở thành cầu thủ yêu thích của câu lạc bộ này.
Kể từ thời gian đó, anh được biết đến với cái tên "Reizinho de São Januário" (Ông vua con của São Januário) hay "Reizinho da Colina" (Ông vua con của ngọn đồi), tên của sân vận động Vasco da Gama là (São Januário) hay biệt danh là (Sân vận động của ngọn đồi). Mặc dù anh rời câu lạc bộ sau một cuộc chiến tư pháp, khi anh đến Lyon đội, ông vẫn còn là một cầu thủ mà các cổ động viên Vasco yêu mến, tên của anh được ngân lên trong bài hát của họ, nơi mà họ chúng kiến anh chọc thủng lưới River Plate, tại Monumental de Núñez, 1998 Libertadores  điều đó giúp cho CLB vô địch Barcelona de Guayaquil.
Năm 2001, anh chuyển tới câu lạc bộ bóng đá chuyên nghiệp của Pháp là Lyon.
Trước khi anh chuyển đến, câu lạc bộ chưa từng vô địch giải Ligue 1. Trong năm đầu tiên của mình tại câu lạc bộ, câu lạc bộ đã vô địch và liên tiếp ẵm về 7 chức vô địch. Tại Lyon anh đã khẳng định mình bằng sự chính xác, mạnh mẽ trong từng trậu đấu và khả năng sút phạt tuyệt vời của mình. Ngoài ra, anh còn là cây chuyền bóng vô cùng hiệu quả và đã từng rất nhiều lần chuyền bóng ghi bàn cho đồng đội. Không những thế, anh còn có khả năng lãnh đạo đội bóng nên khiến cho huấn luyện viên Gérard Houllier cân nhắc để anh giữ chức đội trưởng đội bóng. Đến mùa giải 2007-2008, Juninho từ chức. Băng đội trưởng được trao cho trung vệ đồng hương Cris. Tuy nhiên Cris đã gặp chấn thương nặng khi mùa giải mới bắt đầu. Băng đội trưởng lại được chuyển cho Juninho.
Cuối mùa giải 2008-2009, Lyon mất chức vô địch Ligue 1 về tay FC Girondins de Bordeaux (Bordeaux). Juninho đã chia tay Lyon để chuyển đến Al-Gharafa, một đội bóng ở Qatar. Anh mang áo số 5, được trao chiếc băng đội trưởng và đang chứng tỏ được đẳng cấp của mình.
Ngày 27/4/2011, Juninho trở về quê nhà khoác ao Vasco da Gama và ghi 1 bàn trên chấm đá phạt trong trận gặp Corinthians
Juninho cùng tuyển Brazil tham dự 2006 FIFA World Cup. Sau khi tuyển Brazil bị loại ngay vòng tứ kết, anh tuyên bố giã từ sự nghiệp quốc tế, như là một cách để các tài năng trẻ có cơ hội phấn đấu để thành công tại 2010 FIFA World Cup. Juninho từng nhiều lần được để cử danh hiệu Cầu thủ xuất sắc nhất năm của FIFA và France Football Ballon d'Or nhưng anh chưa từng giành được vinh quang

Juninho sút phạt từ khoảng cách 40 mét

### Trở lại Olympique Lyon
Vào mùa hè năm 2019, Juninho được chủ tịch câu lạc bộ Olympique Lyonnais là Jean Michel Aulas mời về làm giám đốc kĩ thuật cho câu lạc bộ.

### Phong cách chơi bóng
Điểm nổi bật nhất trong lối chơi của Juninho là khả năng sút phạt trực tiếp. Juninho được miêu tả như "một trong nhưng cầu thủ đáng sợ nhất với bóng chết". Trong 8 năm chơi bóng ở Lyon, anh đã ghi được 44 bàn thắng từ cú sút phạt trực tiếp cho Olympique Lyonnais, và bàn thắng cuối cùng cho câu lạc bộ được anh ghi từ một pha sút phạt tầm xa vào lưới Olympique de Marseille.
Với cú sút phạt của mình ở Champions League vào lưới FC Barcelona, anh trở thành cầu thủ ghi nhiều bàn thắng nhất mọi thời đại của Olympique Lyonnais tại Cúp châu Âu với 17 bàn thắng.
Thông thường, anh hay sử dụng kĩ thuật "xục bóng" (knuckle balling) khi thực hiện các pha đá phạt của mình khiến cho bóng hầu như không có chuyển động xoay tròn trong cả quá trình bay. Một cú xục bóng thành công sẽ làm cho bóng "lướt" hay "liệng" trong không gian theo một quỹ đạo bất thường, khiến cho các thủ môn rất khó phán đoán. Kĩ thuật này thường được biết đến với tên gọi "Sút lắc lư". Anh lần đầu tiên được giới mộ điệu biết đến như là một chuyên gia sút phạt ở châu Âu khi sút tung lưới Bayern Munich trong trận đấu vòng bảng Champions League mùa giải 2003-04. Quả bóng khi đó thoạt tiên bay bổng vọt lên rồi cắm thẳng vào cột dọc khiến thủ môn Oliver Kahn của Bayern, vốn được xem là thủ môn hay nhất thế giới lúc đó, mất phương hướng. 
Juninho thường xuyên ghi được những bàn thắng từ những pha sút phạt từ cự li lên đến 35 mét trong đó tiêu biểu là bàn thắng vào lưới Werder Bremen, Real Madrid tại Champions League. Anh cũng từng ghi bàn từ cú đá phạt tự do từ khoảng cách hơn 40 mét trong 4 lần: 1 bàn từ cự li 41 mét vào lưới AC Ajaccio năm 2006, 1 bàn từ cư li 45 mét vào lưới Barcelona năm 2007, 1 bàn từ cự li 48 mét vào lưới OGC Nice năm 2008, và 1 bàn từ cự li 40 mét vào lưới Marseille vào năm 2009.
Ngày 23 tháng 5 năm 2009, trong trận đấu cuối cùng của mình cho Lyon, Juninho đạt đến cột mốc 100 bàn thắng từ một cú sút phạt đền vào lưới của Caen.
Ngay từ trước khi Lyon, anh đã thể hiện tài năng của mình tại Vasco da Gama, ghi bàn từ nhiều cú sút phạt trực tiếp cho câu lạc bộ. Juninho cũng ghi được bàn thắng đáng nhớ từ cú sút phạt cho đội tuyển Brazil, khi cứa lòng một đường cong từ cự li 27 mét tung lưới Hy Lạp tại Cúp Liên đoàn các châu lục 2005.
Ngoài ra, Juninho đã ghi hai bàn thắng đáng nhớ bằng sút phạt trước Nice trong mùa giải 2008-09. Khi Lyon đang bị dẫn trước 2-0, Juninho đã nhanh chóng gỡ hòa cho đội bóng của anh bằng cách ghi một bàn từ cú sút phạt góc cao và một bàn khác từ cú sút ở cự li 48 mét để sau đó, Lyon lội ngược dòng giành chiến thắng 3-2. Phong cách sút phạt của Juninho đã được nhiều cầu thủ khác học tập và vận dụng như Cristiano Ronaldo hay Didier Drogba, mặc dù những cầu thủ này chưa thể làm chủ và ổn định kĩ thuật như Juninho.

## Thống kê sự nghiệp

### Sự nghiệp câu lạc bộ
| Thành tích cấp CLB  | Thành tích cấp CLB  | Thành tích cấp CLB  | Giải vô địch | Giải vô địch                             | Cúp quốc gia      | Cúp quốc gia      | Cúp liên đoàn     | Cúp liên đoàn     | Cúp châu lục | Cúp châu lục | Tổng cộng | Tổng cộng |
| Mùa giải            | CLB                 | Giải vô địch        | Trận         | Bàn                                      | Trận              | Bàn               | Trận              | Bàn               | Trận         | Bàn          | Trận      | Bàn       |
| Brazil              | Brazil              | Brazil              | Giải vô địch | Giải vô địch                             | Copa do Brasil    | Copa do Brasil    | League Cup        | League Cup        | Nam Mỹ       | Nam Mỹ       | Tổng cộng | Tổng cộng |
| ------------------- | ------------------- | ------------------- | ------------ | ---------------------------------------- | ----------------- | ----------------- | ----------------- | ----------------- | ------------ | ------------ | --------- | --------- |
| 1993                | Sport Recife        | Série A             | 2            | 0                                        |                   |                   |                   |                   |              |              | 2         | 0         |
| 1994                | Sport Recife        | Série A             | 22           | 2                                        |                   |                   |                   |                   |              |              | 22        | 2         |
| 1995                | Vasco da Gama       | Série A             | 21           | 4                                        |                   |                   |                   |                   |              |              | 21        | 4         |
| 1996                | Vasco da Gama       | Série A             | 15           | 7                                        |                   |                   |                   |                   |              |              | 15        | 7         |
| 1997                | Vasco da Gama       | Série A             | 18           | 4                                        |                   |                   |                   |                   |              |              | 18        | 4         |
| 1998                | Vasco da Gama       | Série A             | 18           | 4                                        |                   |                   |                   |                   |              |              | 18        | 4         |
| 1999                | Vasco da Gama       | Série A             | 17           | 2                                        |                   |                   |                   |                   |              |              | 17        | 2         |
| 2000                | Vasco da Gama       | Série A             | 22           | 5                                        |                   |                   |                   |                   |              |              | 22        | 5         |
| 2001                | Vasco da Gama       | Série A             | 0            | 0                                        |                   |                   |                   |                   |              |              | 0         | 0         |
| Pháp                | Pháp                | Pháp                | Giải vô địch | Giải vô địch                             | Coupe de France   | Coupe de France   | Coupe de la Ligue | Coupe de la Ligue | Châu Âu      | Châu Âu      | Tổng cộng | Tổng cộng |
| 2001-02             | Olympique Lyonnais  | Ligue 1             | 29           | 5                                        | 2                 | 0                 | 2                 | 0                 | 8            | 0            | 41        | 5         |
| 2002-03             | Olympique Lyonnais  | Ligue 1             | 31           | 13                                       | 1                 | 0                 | 1                 | 0                 | 8            | 0            | 421       | 13        |
| 2003-04             | Olympique Lyonnais  | Ligue 1             | 32           | 10                                       | 3                 | 2                 | 0                 | 0                 | 10           | 5            | 461       | 17        |
| 2004-05             | Olympique Lyonnais  | Ligue 1             | 32           | 13                                       | 2                 | 1                 | 1                 | 0                 | 9            | 2            | 451       | 16        |
| 2005-06             | Olympique Lyonnais  | Ligue 1             | 32           | 9                                        | 4                 | 1                 | 0                 | 0                 | 8            | 4            | 44        | 13        |
| 2006-07             | Olympique Lyonnais  | Ligue 1             | 31           | 10                                       | 2                 | 1                 | 2                 | 0                 | 7            | 1            | 42        | 12        |
| 2007-08             | Olympique Lyonnais  | Ligue 1             | 32           | 8                                        | 4                 | 2                 | 2                 | 0                 | 8            | 3            | 46        | 13        |
| 2008-09             | Olympique Lyonnais  | Ligue 1             | 29           | 7                                        | 1                 | 0                 | 1                 | 0                 | 7            | 3            | 38        | 11        |
| Qatar               | Qatar               | Qatar               | Giải vô địch | Giải vô địch                             | Emir of Qatar Cup | Emir of Qatar Cup | League Cup        | League Cup        | Châu Á       | Châu Á       | Tổng cộng | Tổng cộng |
| 2009-10             | Al-Gharafa          | Stars League        | 20           | 7                                        |                   |                   |                   |                   | 6            | 0            | 26        | 7         |
| 2010-11             | Al-Gharafa          | Stars League        | 15           | 6                                        |                   |                   |                   |                   | 2            | 0            | 17        | 6         |
| Tổng cộng           | Brazil              | Brazil              | 135          | 28\|\|\|\|\|\|\|\|\|\|\|\|\|\|135\|\|28  |                   |                   |                   |                   |              |              |           |           |
| Tổng cộng           | Pháp                | Pháp                | 248          | 75                                       | 19                | 7                 | 9                 | 0                 | 65           | 18           | 3442      | 100       |
| Tổng cộng           | Qatar               | Qatar               | 35           | 13\|\|\|\|\|\|\|\|\|\|8\|\|0\|\|43\|\|13 |                   |                   |                   |                   |              |              |           |           |
| Tổng cộng sự nghiệp | Tổng cộng sự nghiệp | Tổng cộng sự nghiệp | 418          | 116                                      | 19                | 7                 | 9                 | 0                 | 73           | 18           | 522       | 141       |

### Sự nghiệp quốc tế
| ĐT quốc gia | Clb           | Mùa giải  | Trận | Bàn |
| ----------- | ------------- | --------- | ---- | --- |
| Brazil      | Vasco da Gama | 1999      | 4    | 0   |
| Brazil      | Vasco da Gama | 2000      | 3    | 0   |
| Brazil      | Vasco da Gama | 2001      | 4    | 0   |
| Brazil      | Lyon          | 2001–2002 | 0    | 0   |
| Brazil      | Lyon          | 2002–2003 | 2    | 0   |
| Brazil      | Lyon          | 2003–2004 | 7    | 0   |
| Brazil      | Lyon          | 2004–2005 | 10   | 1   |
| Brazil      | Lyon          | 2005–2006 | 10   | 5   |
| Tổng cộng   | Tổng cộng     | Tổng cộng | 40   | 6   |

| Bàn thắng quốc tế | Bàn thắng quốc tế    | Bàn thắng quốc tế      | Bàn thắng quốc tế    | Bàn thắng quốc tế | Bàn thắng quốc tế | Bàn thắng quốc tế             |
| #                 | Thời gian            | Địa điểm               | Đối thủ              | Tỉ số             | Bàn thắng         | Giải đấu                      |
| 1999              | 1999                 | 1999                   | 1999                 | 1999              | 1999              | 1999                          |
| ----------------- | -------------------- | ---------------------- | -------------------- | ----------------- | ----------------- | ----------------------------- |
| 1.                | 28 tháng 3 năm 1999  | Seoul, Hàn Quốc        | Hàn Quốc             | 0–1               | 0                 | Giao hữu quốc tế              |
| 2.                | 31 tháng 3 năm 1999  | Tokyo, Nhật Bản        | Nhật Bản             | 2–0               | 0                 | Giao hữu quốc tế              |
| 3.                | 7 tháng 9 năm 1999   | Porto Alegre, Brasil   | Argentina            | 4–2               | 0                 | Giao hữu quốc tế              |
| 4.                | 9 tháng 10 năm 1999  | Amsterdam, Hà Lan      | Hà Lan               | 2–2               | 0                 | Giao hữu quốc tế              |
| 2000              |                      |                        |                      |                   |                   |                               |
| 5.                | 23 tháng 2 năm 2000  | Bangkok, Thái Lan      | Thái Lan             | 7–0               | 0                 | Giao hữu quốc tế              |
| 6.                | 8 tháng 10 năm 2000  | Maracaibo, Venezuela   | Venezuela            | 6–0               | 0                 | Vòng loại FIFA World Cup 2002 |
| 7.                | 15 tháng 11 năm 2000 | São Paulo, Brasil      | Colombia             | 1–0               | 0                 | Vòng loại FIFA World Cup 2002 |
| 2001              |                      |                        |                      |                   |                   |                               |
| 8.                | 12 tháng 7 năm 2001  | Cali, Colombia         | México               | 0–1               | 0                 | Copa América 2001             |
| 9.                | 15 tháng 7 năm 2001  | Cali, Colombia         | Perú                 | 2–0               | 0                 | Copa América 2001             |
| 10.               | 18 tháng 7 năm 2001  | Cali, Colombia         | Paraguay             | 3–1               | 0                 | Copa América 2001             |
| 11.               | 23 tháng 7 năm 2001  | Manizales, Colombia    | Honduras             | 0–2               | 0                 | Copa América 2001             |
| 2002–2003         |                      |                        |                      |                   |                   |                               |
| 12.               | 12 tháng 2 năm 2003  | Quảng Châu, Trung Quốc | Trung Quốc           | 0–0               | 0                 | Giao hữu quốc tế              |
| 13.               | 30 tháng 4 năm 2003  | Guadalajara, México    | México               | 0–0               | 0                 | Giao hữu quốc tế              |
| 2003–2004         |                      |                        |                      |                   |                   |                               |
| 14.               | 12 tháng 10 năm 2003 | Leicester, Anh         | Jamaica              | 1–0               | 0                 | Giao hữu quốc tế              |
| 15.               | 19 tháng 11 năm 2003 | Curitiba, Brasil       | Uruguay              | 3–3               | 0                 | Vòng loại FIFA World Cup 2006 |
| 16.               | 31 tháng 3 năm 2004  | Asunción, Paraguay     | Paraguay             | 0–0               | 0                 | Vòng loại FIFA World Cup 2006 |
| 17.               | 28 tháng 4 năm 2004  | Budapest, Hungary      | Hungary              | 4–1               | 0                 | Giao hữu quốc tế              |
| 18.               | 20 tháng 5 năm 2004  | Saint-Denis, Pháp      | Pháp                 | 0–0               | 0                 | Giao hữu quốc tế              |
|                   | 25 tháng 5 năm 2004  | Barcelona, Tây Ban Nha | Catalonia            | 5–2               | 0                 | Giao hữu                      |
| 19.               | 2 tháng 6 năm 2004   | Belo Horizonte, Brasil | Argentina            | 3–1               | 0                 | Vòng loại FIFA World Cup 2006 |
| 20.               | 6 tháng 6 năm 2004   | Santiago, Chile        | Chile                | 1–1               | 0                 | Vòng loại FIFA World Cup 2006 |
| 2004–2005         |                      |                        |                      |                   |                   |                               |
| 21.               | 18 tháng 8 năm 2004  | Port-au-Prince, Haiti  | Haiti                | 6–0               | 0                 | Giao hữu quốc tế              |
| 22.               | 5 tháng 9 năm 2004   | São Paulo, Brasil      | Bolivia              | 3–1               | 0                 | Vòng loại FIFA World Cup 2006 |
| 23.               | 8 tháng 9 năm 2004   | Berlin, Đức            | Đức                  | 1–1               | 0                 | Giao hữu quốc tế              |
| 24.               | 9 tháng 10 năm 2004  | Maracaibo, Venezuela   | Venezuela            | 5–2               | 0                 | Vòng loại FIFA World Cup 2006 |
| 25.               | 17 tháng 11 năm 2004 | Quito, Ecuador         | Ecuador              | 0–1               | 0                 | Vòng loại FIFA World Cup 2006 |
| 26.               | 9 tháng 2 năm 2005   | Hồng Kông              | Hồng Kông            | 7–1               | 0                 | Giao hữu quốc tế              |
| 27.               | 27 tháng 3 năm 2005  | Goiânia, Brasil        | Perú                 | 1–0               | 0                 | Vòng loại FIFA World Cup 2006 |
| 28.               | 16 tháng 6 năm 2005  | Leipzig, Đức           | Hy Lạp               | 3–0               | 1                 | 2005 FIFA Confederations Cup  |
| 29.               | 19 tháng 6 năm 2005  | Hanover, Đức           | México               | 0–1               | 0                 | 2005 FIFA Confederations Cup  |
| 30.               | 29 tháng 6 năm 2005  | Frankfurt, Đức         | Argentina            | 4–1               | 0                 | 2005 FIFA Confederations Cup  |
| 2005–2006         |                      |                        |                      |                   |                   |                               |
| 31.               | 17 tháng 8 năm 2005  | Split, Croatia         | Croatia              | 1–1               | 0                 | Giao hữu quốc tế              |
| 32.               | 4 tháng 9 năm 2005   | Brasília, Brasil       | Chile                | 5–0               | 0                 | Vòng loại FIFA World Cup 2006 |
|                   | 6 tháng 9 năm 2005   | Sevilla, Tây Ban Nha   | Sevilla FC           | 1–1               | 0                 | Giao hữu                      |
| 33.               | 9 tháng 10 năm 2005  | La Paz, Bolivia        | Bolivia              | 1–1               | 1                 | Vòng loại FIFA World Cup 2006 |
| 34.               | 12 tháng 10 năm 2005 | Belém, Brasil          | Venezuela            | 3–0               | 0                 | Vòng loại FIFA World Cup 2006 |
| 35.               | 12 tháng 11 năm 2005 | Abu Dhabi, UAE         | UAE                  | 8–0               | 2                 | Giao hữu quốc tế              |
| 36.               | 1 tháng 3 năm 2006   | Moskva, Nga            | Nga                  | 1–0               | 0                 | Giao hữu quốc tế              |
|                   | 30 tháng 5 năm 2006  | Basel, Thụy Sĩ         | FC Lucerne Selection | 8–0               | 1                 | Giao hữu                      |
| 37.               | 4 tháng 6 năm 2006   | Geneva, Thụy Sĩ        | New Zealand          | 4–0               | 1                 | Giao hữu quốc tế              |
| 38.               | 22 tháng 6 năm 2006  | Dortmund, Đức          | Nhật Bản             | 4–1               | 1                 | 2006 FIFA World Cup           |
| 39.               | 27 tháng 6 năm 2006  | Dortmund, Đức          | Ghana                | 3–0               | 0                 | 2006 FIFA World Cup           |
| 40.               | 1 tháng 7 năm 2006   | Frankfurt, Đức         | Pháp                 | 0–1               | 0                 | 2006 FIFA World Cup           |

## Danh hiệu
Sport Recife
- Campeonato Pernambucano: 1994

CR Vasco da Gama
- Giải vô địch bóng đá Brasil: 1997 và 2000
- Campeonato Carioca: 1998
- Copa Libertadores: 1998
- Torneio Rio-São Paulo: 1999
- Copa Mercosur: 2000

Olympique Lyonnais
- Ligue 1: 2002, 2003, 2004, 2005, 2006, 2007, 2008
- Trophée Des Champions: 2002, 2003, 2004, 2005, 2006, 2007
- Coupe de France: 2008

Đội tuyển Brazil
- Cúp Liên đoàn các châu lục 2005